# Bactrocera diversa
Bactrocera diversa
 es una especie de díptero que Daniel William Coquillett describió por primera vez en 1904. Bactrocera diversa pertenece al género Bactrocera de la familia Tephritidae. 